# Olympische Sommerspiele 1956/Teilnehmer (Kenia)
| Gelbes Symbol für Goldmedaillen mit stilisierten Olympischen Ringen | Graues Symbol für Silbermedaillen mit stilisierten Olympischen Ringen | Braundes Symbol für Bronzemedaillen mit stilisierten Olympischen Ringen |
| ------------------------------------------------------------------- | --------------------------------------------------------------------- | ----------------------------------------------------------------------- |
| —                                                                   | —                                                                     | —                                                                       |

Kenia nahm an den Olympischen Sommerspielen 1956 im australischen Melbourne mit einer Delegation von 25 Sportlern, 24 Männer und eine Frau, an zehn Wettkämpfen in vier Sportarten teil.
Es war die erste Teilnahme Kenias an Olympischen Sommerspielen.
Jüngster Athlet war mit 18 Jahren und 188 Tagen der Leichtathlet Bartonjo Rotich, ältester Athlet war der Sportschütze Roy Congreve (43 Jahre und 234 Tage).

## Teilnehmer nach Sportarten

### Hockey
Herren
- Ergebnisse
Hauptrunde: Gruppe B, zwei Punkte, 2:4 Tore, Rang drei, nicht für das Finale qualifiziert
0:2-Niederlage gegen Australien
1:1-Unentschieden gegen Großbritannien
Tore: Bill Plenderleith
1:1-Unentschieden gegen Föderation Malaya
Tore: Bill Plenderleith
Spiele um die Plätze neun bis zwölf: vier Punkte, 14:3 Tore, Rang zwei
3:0-Sieg gegen die USA
9:0-Sieg gegen Afghanistan
2:3-Niederlage gegen Föderation Malaya
Rang zehn
- Kader
Dudley Coulson
Reynold D’Souza
Rosario Dalgado
Roland Frank
Aloysius Mendonca
Michael Pereira
Bill Plenderleith
Tejparkash Singh Brar
Surjeet Singh Deol
Hardev Singh Kular
Tajinder Singh Rao
Gursaran Singh Sehmi
Balbir Singh Sidhu
Anthony Vaz

### Leichtathletik
Herren

4 × 400 Meter Staffel
- Ergebnisse
Runde eins: ausgeschieden in Lauf drei (Rang vier), 3:17,6 Minuten (handgestoppt), 3:17,68 Minuten (automatisch gestoppt)
- Staffel
Kibet Boit
Arap Kiptalam Keter
Bartonjo Rotich
Kamau Wanyoke

Einzel
- Arere Anentia
  - 5000 Meter Lauf

Runde eins: ausgeschieden in Lauf eins (Rang sechs), 14:37,0 Minuten (handgestoppt), 14:37,30 Minuten (automatisch gestoppt)

- Kibet Boit
  - 400 Meter Lauf

Runde eins: in Lauf vier (Rang drei) für das Viertelfinale qualifiziert, 49,3 Sekunden (handgestoppt), 49,48 Sekunden (automatisch gestoppt)
Viertelfinale: ausgeschieden in Lauf drei (Rang sechs), 49,1 Sekunden (handgestoppt), 49,18 Sekunden (automatisch gestoppt)

- Arap Sum Kanuti
  - Marathon

Finale: 2:58:42 Stunden, Rang 31

- Arap Kiptalam Keter
  - 800 Meter Lauf

Runde eins: ausgeschieden in Lauf drei (Rang sieben), 1:56,13 Minuten (automatisch gestoppt)

- Joseph Leresae
  - Hochsprung

Qualifikationsrunde: 1,92 Meter, Rang 13, für das Finale qualifiziert
1,70 Meter: gültig, ohne Fehlversuch
1,78 Meter: gültig, ohne Fehlversuch
1,82 Meter: gültig, ohne Fehlversuch
1,88 Meter: gültig, ohne Fehlversuch
1,92 Meter: gültig, ohne Fehlversuch
Finalrunde: 1,92 Meter, Rang 18
1,80 Meter: gültig, ohne Fehlversuch
1,86 Meter: gültig, ohne Fehlversuch
1,92 Meter: gültig, ein Fehlversuch
1,96 Meter: ungültig, drei Fehlversuche

- Nyandika Maiyoro
  - 5000 Meter Lauf

Runde eins: in Lauf drei (Rang zwei) für das Finale qualifiziert, 14:29,4 Minuten (handgestoppt), 14:29,59 Minuten (automatisch gestoppt)
Finale: 14:19,0 Minuten (handgestoppt), 14:18,99 Minuten (automatisch gestoppt), Rang sieben

- Bartonjo Rotich
  - 400 Meter Lauf

Runde eins: ausgeschieden in Lauf zwei (Rang vier), 48,8 Sekunden (handgestoppt), 48,90 Sekunden (automatisch gestoppt)

- Kamau Wanyoke
  - 400 Meter Lauf

Runde eins: ausgeschieden in Lauf sechs (Rang vier), 50,6 Sekunden (handgestoppt), 50,74 Sekunden (automatisch gestoppt)

### Schießen
Herren
- Roy Congreve
  - Kleinkaliber Dreistellungskampf

Finale: 1.096 Punkte, Rang 39
Kniend: 364 Punkte, Rang 40
Liegend: 394 Punkte, Rang 16
Stehend: 338 Punkte, Rang 36
  - Kleinkaliber liegend

Finale: 587 Punkte, Rang 40
Runde eins: 97 Punkte, Rang 43
Runde zwei: 97 Punkte, Rang 41
Runde drei: 99 Punkte, Rang 21
Runde vier: 98 Punkte, Rang 29
Runde fünf: 99 Punkte, Rang 22
Runde sechs: 97 Punkte, Rang 43

- Charles Trotter
  - Kleinkaliber Dreistellungskampf

Finale: 1030 Punkte, Rang 42
Kniend: 340 Punkte, Rang 43
Liegend: 391 Punkte, Rang 39
Stehend: 299 Punkte, Rang 42
  - Kleinkaliber liegend

Finale: 586 Punkte, Rang 41
Runde eins: 98 Punkte, Rang 28
Runde zwei: 97 Punkte, Rang 40
Runde drei: 98 Punkte, Rang 33
Runde vier: 97 Punkte, Rang 39
Runde fünf: 97 Punkte, Rang 42
Runde sechs: 99 Punkte, Rang 22

### Schwimmen
Damen
- Margaret Northrop
  - 100 Meter Freistil

Runde eins: ausgeschieden in Lauf eins (Rang acht), 1:12,8 Minuten